# Lista de campeões da Copa do Brasil de Futebol

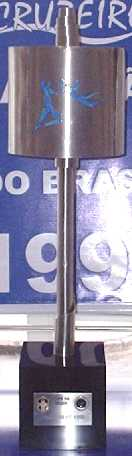
Troféu da Copa do Brasil, de 1994 a 2001, quando foi conquistado em definitivo pelo Grêmio

Esta é uma lista dos campeões da Copa do Brasil de Futebol, a segunda mais importante competição brasileira entre clubes de futebol. Foi estabelecida em 1989, a fim de apaziguar o descontentamento das federações estaduais de futebol após a redução do número de clubes que poderiam disputar o Campeonato Brasileiro, com a criação da Copa União em 1987. É disputada pelos dez primeiros colocados do Ranking da CBF e outros 54 representantes das 27 federações estaduais, escolhidos através dos campeonatos estaduais ou torneios regionais. Desde sua concepção, concede ao campeão uma vaga para a Copa Libertadores da América do ano seguinte, sendo considerada o caminho mais curto para classificação ao torneio continental. Clubes classificados para este torneio não podiam disputar a Copa do Brasil devido às datas similares para a realização das partidas, porem a partir do de 2013 as equipes classificadas para a Libertadores passaram a jogar a competição nacional, entrando nas oitavas de final.
As partidas finais da Copa do Brasil são as últimas da competição, e os resultados determinam qual clube será declarado campeão. Se após as duas partidas de 90 minutos cada a contagem total dos resultados for um empate, o clube que converteu mais gols no campo do adversário será o campeão. Cinco clubes foram campeões dessa forma: Criciúma em 1991, Internacional em 1992, Grêmio em 1997, Sport em 2008 e Vasco em 2011. Se esse critério também gerar um empate, a decisão acontece através da cobrança de pênaltis ao final do jogo de volta. Os vencedores da disputa de pênaltis serão então declarados campeões. Tal situação ocorreu apenas em 2015, com a vitória do Palmeiras sobre o Santos, e 2017, com a vitória do Cruzeiro contra o Flamengo.
A edição inaugural da Copa do Brasil foi vencida pelo Grêmio após bater o Sport por 2 a 1 na segunda partida da final. O Cruzeiro é o time que mais venceu a competição, com seis títulos, seguido por Grêmio e Flamengo, ambos com cinco, Palmeiras, com quatro, e Corinthians, com três títulos. Outros dez clubes venceram uma edição da competição. O Estado com maior número de títulos é São Paulo, com dez conquistas. Apenas dois estados, São Paulo (Jundiaí, Santo André, Santos e São Paulo) e Rio Grande do Sul (Caxias do Sul e Porto Alegre) tiveram campeões de mais de uma cidade, e apenas a cidade do Rio de Janeiro teve mais de dois clubes campeões (Flamengo, Fluminense e Vasco). A Copa do Brasil teve como campeões três times que não estavam jogando na primeira divisão nacional: Criciúma Esporte Clube, em 1991; Esporte Clube Santo André, em 2004; e Paulista de Jundiaí, em 2005.

## Vencedores
| +       | Venceu a partida por ter feito mais gols fora de casa |
| Negrito | Indica o vencedor da competição                       |

| Ano  | Estado                                                           | Clube mandante           | Resultado   | Clube visitante      | Estado            | Estádio                   | Local                            | Notas         |
| ---- | ---------------------------------------------------------------- | ------------------------ | ----------- | -------------------- | ----------------- | ------------------------- | -------------------------------- | ------------- |
| 1989 | Pernambuco                                                       | Sport                    | 0–0         | Grêmio               | Rio Grande do Sul | Ilha do Retiro            | Recife, Pernambuco               | [ 7 ]         |
| 1989 | Rio Grande do Sul                                                | Grêmio* (1)              | 2–1         | Sport                | Pernambuco        | Olímpico Monumental       | Porto Alegre, Rio Grande do Sul  | [ 7 ]         |
| 1989 | Grêmio venceu por 2–1 no conjunto                                |                          |             |                      |                   |                           |                                  | [ 7 ]         |
| 1990 | Rio de Janeiro                                                   | Flamengo (1)             | 1–0         | Goiás                | Goiás             | Municipal de Juiz de Fora | Juiz de Fora, Minas Gerais       | [ 8 ]         |
| 1990 | Goiás                                                            | Goiás                    | 0–0         | Flamengo*            | Rio de Janeiro    | Serra Dourada             | Goiânia, Goiás                   | [ 8 ]         |
| 1990 | Flamengo venceu por 1–0 no conjunto                              |                          |             |                      |                   |                           |                                  | [ 8 ]         |
| 1991 | Rio Grande do Sul                                                | Grêmio                   | 1–1         | Criciúma             | Santa Catarina    | Olímpico Monumental       | Porto Alegre, Rio Grande do Sul  | [ 9 ]         |
| 1991 | Santa Catarina                                                   | Criciúma* (1)            | 0–0         | Grêmio               | Rio Grande do Sul | Heriberto Hülse           | Criciúma, Santa Catarina         | [ 9 ]         |
| 1991 | Criciúma venceu por vantagem de gols fora de casa. +             |                          |             |                      |                   |                           |                                  | [ 9 ]         |
| 1992 | Rio de Janeiro                                                   | Fluminense               | 2–1         | Internacional        | Rio Grande do Sul | Laranjeiras               | Rio de Janeiro, Rio de Janeiro   | [ 10 ]        |
| 1992 | Rio Grande do Sul                                                | Internacional (1)        | 1–0         | Fluminense           | Rio de Janeiro    | Beira-Rio                 | Porto Alegre, Rio Grande do Sul  | [ 10 ]        |
| 1992 | Internacional venceu por vantagem de gols fora de casa. +        |                          |             |                      |                   |                           |                                  | [ 10 ]        |
| 1993 | Rio Grande do Sul                                                | Grêmio                   | 0–0         | Cruzeiro             | Minas Gerais      | Olímpico Monumental       | Porto Alegre, Rio Grande do Sul  | [ 11 ]        |
| 1993 | Minas Gerais                                                     | Cruzeiro (1)             | 2–1         | Grêmio               | Rio Grande do Sul | Mineirão                  | Belo Horizonte, Minas Gerais     | [ 11 ]        |
| 1993 | Cruzeiro venceu por 2–1 no conjunto                              |                          |             |                      |                   |                           |                                  | [ 11 ]        |
| 1994 | Ceará                                                            | Ceará                    | 0–0         | Grêmio               | Rio Grande do Sul | Castelão                  | Fortaleza, Ceará                 | [ 12 ]        |
| 1994 | Rio Grande do Sul                                                | Grêmio* (2)              | 1–0         | Ceará                | Ceará             | Olímpico Monumental       | Porto Alegre, Rio Grande do Sul  | [ 12 ]        |
| 1994 | Grêmio venceu por 1–0 no conjunto                                |                          |             |                      |                   |                           |                                  | [ 12 ]        |
| 1995 | São Paulo                                                        | Corinthians (1)          | 2–1         | Grêmio               | Rio Grande do Sul | Pacaembu                  | São Paulo, São Paulo             | [ 13 ]        |
| 1995 | Rio Grande do Sul                                                | Grêmio                   | 0–1         | Corinthians*         | São Paulo         | Olímpico Monumental       | Porto Alegre, Rio Grande do Sul  | [ 13 ]        |
| 1995 | Corinthians venceu por 3–1 no conjunto                           |                          |             |                      |                   |                           |                                  | [ 13 ]        |
| 1996 | Minas Gerais                                                     | Cruzeiro (2)             | 1–1         | Palmeiras            | São Paulo         | Mineirão                  | Belo Horizonte, Minas Gerais     | [ 14 ]        |
| 1996 | São Paulo                                                        | Palmeiras                | 1–2         | Cruzeiro             | Minas Gerais      | Palestra Itália           | São Paulo, São Paulo             | [ 14 ]        |
| 1996 | Cruzeiro venceu por 3–2 no conjunto                              |                          |             |                      |                   |                           |                                  | [ 14 ]        |
| 1997 | Rio Grande do Sul                                                | Grêmio (3)               | 0–0         | Flamengo             | Rio de Janeiro    | Olímpico Monumental       | Porto Alegre, Rio Grande do Sul  | [ 15 ]        |
| 1997 | Rio de Janeiro                                                   | Flamengo                 | 2–2         | Grêmio*              | Rio Grande do Sul | Maracanã                  | Rio de Janeiro, Rio de Janeiro   | [ 15 ]        |
| 1997 | Grêmio venceu por vantagem de gols fora de casa. +               |                          |             |                      |                   |                           |                                  | [ 15 ]        |
| 1998 | Minas Gerais                                                     | Cruzeiro                 | 1–0         | Palmeiras            | São Paulo         | Mineirão                  | Belo Horizonte, Minas Gerais     | [ 16 ]        |
| 1998 | São Paulo                                                        | Palmeiras (1)            | 2–0         | Cruzeiro             | Minas Gerais      | Morumbi                   | São Paulo, São Paulo             | [ 16 ]        |
| 1998 | Palmeiras venceu por 2–1 no conjunto                             |                          |             |                      |                   |                           |                                  | [ 16 ]        |
| 1999 | Rio Grande do Sul                                                | Juventude (1)            | 2–1         | Botafogo             | Rio de Janeiro    | Alfredo Jaconi            | Caxias do Sul, Rio Grande do Sul | [ 17 ]        |
| 1999 | Rio de Janeiro                                                   | Botafogo                 | 0–0         | Juventude            | Rio Grande do Sul | Maracanã                  | Rio de Janeiro, Rio de Janeiro   | [ 17 ]        |
| 1999 | Juventude venceu por 2–1 no conjunto                             |                          |             |                      |                   |                           |                                  | [ 17 ]        |
| 2000 | São Paulo                                                        | São Paulo                | 0–0         | Cruzeiro             | Minas Gerais      | Morumbi                   | São Paulo, São Paulo             | [ 18 ]        |
| 2000 | Minas Gerais                                                     | Cruzeiro* (3)            | 2–1         | São Paulo            | São Paulo         | Mineirão                  | Belo Horizonte, Minas Gerais     | [ 18 ]        |
| 2000 | Cruzeiro venceu por 2–1 no conjunto                              |                          |             |                      |                   |                           |                                  | [ 18 ]        |
| 2001 | Rio Grande do Sul                                                | Grêmio (4)               | 2–2         | Corinthians          | São Paulo         | Olímpico Monumental       | Porto Alegre, Rio Grande do Sul  | [ 19 ] [ 20 ] |
| 2001 | São Paulo                                                        | Corinthians              | 1–3         | Grêmio               | Rio Grande do Sul | Morumbi                   | São Paulo, São Paulo             | [ 19 ] [ 20 ] |
| 2001 | Grêmio venceu por 5–3 no conjunto                                |                          |             |                      |                   |                           |                                  | [ 19 ] [ 20 ] |
| 2002 | São Paulo                                                        | Corinthians (2)          | 2–1         | Brasiliense          | Distrito Federal  | Morumbi                   | São Paulo, São Paulo             | [ 21 ] [ 22 ] |
| 2002 | Distrito Federal                                                 | Brasiliense              | 1–1         | Corinthians          | São Paulo         | Boca do Jacaré            | Taguatinga, Distrito Federal     | [ 21 ] [ 22 ] |
| 2002 | Corinthians venceu por 3–2 no conjunto                           |                          |             |                      |                   |                           |                                  | [ 21 ] [ 22 ] |
| 2003 | Rio de Janeiro                                                   | Flamengo                 | 1–1         | Cruzeiro             | Minas Gerais      | Maracanã                  | Rio de Janeiro, Rio de Janeiro   | [ 23 ] [ 24 ] |
| 2003 | Minas Gerais                                                     | Cruzeiro* (4)            | 3–1         | Flamengo             | Rio de Janeiro    | Mineirão                  | Belo Horizonte, Minas Gerais     | [ 23 ] [ 24 ] |
| 2003 | Cruzeiro venceu por 4–2 no conjunto                              |                          |             |                      |                   |                           |                                  | [ 23 ] [ 24 ] |
| 2004 | São Paulo                                                        | Santo André (1)          | 2–2         | Flamengo             | Rio de Janeiro    | Palestra Itália           | São Paulo, São Paulo             | [ 25 ] [ 26 ] |
| 2004 | Rio de Janeiro                                                   | Flamengo                 | 0–2         | Santo André          | São Paulo         | Maracanã                  | Rio de Janeiro, Rio de Janeiro   | [ 25 ] [ 26 ] |
| 2004 | Santo André venceu por 4–2 no conjunto                           |                          |             |                      |                   |                           |                                  | [ 25 ] [ 26 ] |
| 2005 | São Paulo                                                        | Paulista (1)             | 2–0         | Fluminense           | Rio de Janeiro    | Jaime Cintra              | Jundiaí, São Paulo               | [ 27 ] [ 28 ] |
| 2005 | Rio de Janeiro                                                   | Fluminense               | 0–0         | Paulista             | São Paulo         | São Januário              | Rio de Janeiro, Rio de Janeiro   | [ 27 ] [ 28 ] |
| 2005 | Paulista venceu por 2–0 no conjunto                              |                          |             |                      |                   |                           |                                  | [ 27 ] [ 28 ] |
| 2006 | Rio de Janeiro                                                   | Flamengo (2)             | 2–0         | Vasco                | Rio de Janeiro    | Maracanã                  | Rio de Janeiro, Rio de Janeiro   | [ 29 ] [ 30 ] |
| 2006 | Rio de Janeiro                                                   | Vasco                    | 0–1         | Flamengo             | Rio de Janeiro    | Maracanã                  | Rio de Janeiro, Rio de Janeiro   | [ 29 ] [ 30 ] |
| 2006 | Flamengo venceu por 3–0 no conjunto                              |                          |             |                      |                   |                           |                                  | [ 29 ] [ 30 ] |
| 2007 | Rio de Janeiro                                                   | Fluminense (1)           | 1–1         | Figueirense          | Santa Catarina    | Maracanã                  | Rio de Janeiro, Rio de Janeiro   | [ 31 ] [ 32 ] |
| 2007 | Santa Catarina                                                   | Figueirense              | 0–1         | Fluminense           | Rio de Janeiro    | Orlando Scarpelli         | Florianópolis, Santa Catarina    | [ 31 ] [ 32 ] |
| 2007 | Fluminense venceu por 2–1 no conjunto                            |                          |             |                      |                   |                           |                                  | [ 31 ] [ 32 ] |
| 2008 | São Paulo                                                        | Corinthians              | 3–1         | Sport                | Pernambuco        | Morumbi                   | São Paulo, São Paulo             | [ 33 ] [ 34 ] |
| 2008 | Pernambuco                                                       | Sport (1)                | 2–0         | Corinthians          | São Paulo         | Ilha do Retiro            | Recife, Pernambuco               | [ 33 ] [ 34 ] |
| 2008 | Sport venceu por vantagem de gols fora de casa. +                |                          |             |                      |                   |                           |                                  | [ 33 ] [ 34 ] |
| 2009 | São Paulo                                                        | Corinthians (3)          | 2–0         | Internacional        | Rio Grande do Sul | Pacaembu                  | São Paulo, São Paulo             | [ 6 ]         |
| 2009 | Rio Grande do Sul                                                | Internacional            | 2–2         | Corinthians          | São Paulo         | Beira-Rio                 | Porto Alegre, Rio Grande do Sul  | [ 6 ]         |
| 2009 | Corinthians venceu por 4–2 no conjunto                           |                          |             |                      |                   |                           |                                  | [ 6 ]         |
| 2010 | São Paulo                                                        | Santos (1)               | 2–0         | Vitória              | Bahia             | Vila Belmiro              | Santos, São Paulo                | [ 35 ]        |
| 2010 | Bahia                                                            | Vitória                  | 2–1         | Santos               | São Paulo         | Barradão                  | Salvador, Bahia                  | [ 35 ]        |
| 2010 | Santos venceu por 3–2 no conjunto                                |                          |             |                      |                   |                           |                                  | [ 35 ]        |
| 2011 | Rio de Janeiro                                                   | Vasco da Gama (1)        | 1–0         | Coritiba             | Paraná            | São Januário              | Rio de Janeiro, Rio de Janeiro   | [ 36 ] [ 37 ] |
| 2011 | Paraná                                                           | Coritiba                 | 3–2         | Vasco da Gama        | Rio de Janeiro    | Couto Pereira             | Curitiba, Paraná                 | [ 36 ] [ 37 ] |
| 2011 | Vasco da Gama venceu por vantagem de gols fora de casa. +        |                          |             |                      |                   |                           |                                  | [ 36 ] [ 37 ] |
| 2012 | São Paulo                                                        | Palmeiras (2)            | 2-0         | Coritiba             | Paraná            | Arena Barueri             | Barueri, São Paulo               | [ 38 ] [ 39 ] |
| 2012 | Paraná                                                           | Coritiba                 | 1-1         | Palmeiras*           | São Paulo         | Couto Pereira             | Curitiba, Paraná                 | [ 38 ] [ 39 ] |
| 2012 | Palmeiras venceu por 3-1 no conjunto                             |                          |             |                      |                   |                           |                                  | [ 38 ] [ 39 ] |
| 2013 | Paraná                                                           | Atlético Paranaense      | 1-1         | Flamengo             | Paraná            | Vila Capanema             | Curitiba, Paraná                 | [ 40 ] [ 41 ] |
| 2013 | Rio de Janeiro                                                   | Flamengo (3)             | 2-0         | Atlético Paranaense  | Rio de Janeiro    | Maracanã                  | Rio de Janeiro, Rio de Janeiro   | [ 40 ] [ 41 ] |
| 2013 | Flamengo venceu por 3-1 no conjunto                              |                          |             |                      |                   |                           |                                  | [ 40 ] [ 41 ] |
| 2014 | Minas Gerais                                                     | Atlético Mineiro (1)     | 2-0         | Cruzeiro             | Minas Gerais      | Independência             | Belo Horizonte, Minas Gerais     | [ 42 ] [ 43 ] |
| 2014 | Minas Gerais                                                     | Cruzeiro                 | 0-1         | Atlético Mineiro     | Minas Gerais      | Mineirão                  | Belo Horizonte, Minas Gerais     | [ 42 ] [ 43 ] |
| 2014 | Atlético Mineiro venceu por 3-0 no conjunto                      |                          |             |                      |                   |                           |                                  | [ 42 ] [ 43 ] |
| 2015 | São Paulo                                                        | Santos                   | 1-0         | Palmeiras            | São Paulo         | Vila Belmiro              | Santos, São Paulo                | [ 44 ] [ 45 ] |
| 2015 | São Paulo                                                        | Palmeiras (3)            | 2 (4)-(3) 1 | Santos               | São Paulo         | Allianz Parque            | São Paulo, São Paulo             | [ 44 ] [ 45 ] |
| 2015 | Empate em 2-2 no conjunto. Palmeiras venceu por 4-3 nos pênaltis |                          |             |                      |                   |                           |                                  | [ 44 ] [ 45 ] |
| 2016 | Minas Gerais                                                     | Atlético Mineiro         | 1-3         | Grêmio               | Minas Gerais      | Independência             | Belo Horizonte, Minas Gerais     | [ 46 ]        |
| 2016 | Rio Grande do Sul                                                | Grêmio* (5)              | 1-1         | Atlético Mineiro     | Rio Grande do Sul | Arena do Grêmio           | Porto Alegre, Rio Grande do Sul  | [ 46 ]        |
| 2016 | Grêmio venceu por 4-2 no conjunto                                |                          |             |                      |                   |                           |                                  | [ 46 ]        |
| 2017 | Rio de Janeiro                                                   | Flamengo                 | 1-1         | Cruzeiro             | Minas Gerais      | Maracanã                  | Rio de Janeiro, Rio de Janeiro   | \|            |
| 2017 | Minas Gerais                                                     | Cruzeiro (5)             | 0 (5)-(3) 0 | Flamengo             | Rio de Janeiro    | Mineirão                  | Belo Horizonte, Minas Gerais     | \|            |
| 2017 | Empate em 1-1 no conjunto. Cruzeiro venceu por 5-3 nos pênaltis  |                          |             |                      |                   |                           |                                  | \|            |
| 2018 | Minas Gerais                                                     | Cruzeiro (6)             | 1-0         | Corinthians          | São Paulo         | Mineirão                  | Belo Horizonte, Minas Gerais     | [ 49 ] [ 50 ] |
| 2018 | São Paulo                                                        | Corinthians              | 1-2         | Cruzeiro             | Minas Gerais      | Arena Corinthians         | São Paulo, São Paulo             | [ 49 ] [ 50 ] |
| 2018 | Cruzeiro venceu por 3-1 no conjunto                              |                          |             |                      |                   |                           |                                  | [ 49 ] [ 50 ] |
| 2019 | Paraná                                                           | Athletico Paranaense (1) | 1-0         | Internacional        | Rio Grande do Sul | Arena da Baixada          | Curitiba, Paraná                 | [ 51 ] [ 52 ] |
| 2019 | Rio Grande do Sul                                                | Internacional            | 1-2         | Athletico Paranaense | Paraná            | Beira-Rio                 | Porto Alegre, Rio Grande do Sul  | [ 51 ] [ 52 ] |
| 2019 | Athletico venceu por 3-1 no conjunto                             |                          |             |                      |                   |                           |                                  | [ 51 ] [ 52 ] |
| 2020 | Rio Grande do Sul                                                | Grêmio                   | 0-1         | Palmeiras            | São Paulo         | Arena do Grêmio           | Porto Alegre, Rio Grande do Sul  | [ 53 ] [ 54 ] |
| 2020 | São Paulo                                                        | Palmeiras* (4)           | 2-0         | Grêmio               | Rio Grande do Sul | Allianz Parque            | São Paulo, São Paulo             | [ 53 ] [ 54 ] |
| 2020 | Palmeiras venceu por 3-0 no conjunto                             |                          |             |                      |                   |                           |                                  | [ 53 ] [ 54 ] |
| 2021 | Minas Gerais                                                     | Atlético Mineiro (2)     | 4-0         | Athletico Paranaense | Paraná            | Mineirão                  | Belo Horizonte, Minas Gerais     | [ 55 ]        |
| 2021 | Paraná                                                           | Athletico Paranaense     | 1-2         | Atlético Mineiro (2) | Minas Gerais      | Arena da Baixada          | Curitiba, Paraná                 | [ 55 ]        |
| 2021 | Atlético Mineiro venceu por 6-1 no conjunto                      |                          |             |                      |                   |                           |                                  | [ 55 ]        |
| 2022 | São Paulo                                                        | Corinthians              | 0-0         | Flamengo             | Rio de Janeiro    | Arena Corinthians         | São Paulo, São Paulo             | [ 56 ]        |
| 2022 | Rio de Janeiro                                                   | Flamengo (4)             | 1 (6)-(5) 1 | Corinthians          | São Paulo         | Maracanã                  | Rio de Janeiro, Rio de Janeiro   | [ 56 ]        |
| 2022 | Empate em 1-1 no conjunto. Flamengo venceu por 6-5 nos pênaltis  |                          |             |                      |                   |                           |                                  | [ 56 ]        |
| 2023 | Rio de Janeiro                                                   | Flamengo                 | 0-1         | São Paulo            | São Paulo         | Maracanã                  | Rio de Janeiro, Rio de Janeiro   | [ 57 ]        |
| 2023 | São Paulo                                                        | São Paulo (1)            | 1-1         | Flamengo             | Rio de Janeiro    | Morumbi                   | São Paulo, São Paulo             | [ 57 ]        |
| 2023 | São Paulo venceu por 2 - 1 no conjunto                           |                          |             |                      |                   |                           |                                  | [ 57 ]        |
| 2024 | Rio de Janeiro                                                   | Flamengo                 | 3-1         | Atlético Mineiro     | Minas Gerais      | Maracanã                  | Rio de Janeiro, Rio de Janeiro   |               |
| 2024 | Rio de Janeiro                                                   | Atlético Mineiro         | 0-1         | Flamengo (5)         | Minas Gerais      | Arena MRV                 | Belo Horizonte, Minas Gerais     |               |
| 2024 | Flamengo venceu por 4 - 1 no conjunto                            |                          |             |                      |                   |                           |                                  |               |

*Conquistou o título de forma invicta.

## Resultados por clube
| Clube                | Vencedor | Vice-colocação | Ano campeão                        | Ano vice-campeão             |
| -------------------- | -------- | -------------- | ---------------------------------- | ---------------------------- |
| Cruzeiro             | 6        | 2              | 1993, 1996, 2000, 2003, 2017, 2018 | 1998, 2014                   |
| Flamengo             | 5        | 5              | 1990, 2006, 2013, 2022, 2024       | 1997, 2003, 2004, 2017, 2023 |
| Grêmio               | 5        | 4              | 1989, 1994, 1997, 2001, 2016       | 1991, 1993, 1995, 2020       |
| Palmeiras            | 4        | 1              | 1998, 2012, 2015, 2020             | 1996                         |
| Corinthians          | 3        | 4              | 1995, 2002, 2009                   | 2001, 2008, 2018, 2022       |
| Atlético Mineiro     | 2        | 2              | 2014, 2021                         | 2016, 2024                   |
| Internacional        | 1        | 2              | 1992                               | 2009, 2019                   |
| Fluminense           | 1        | 2              | 2007                               | 1992, 2005                   |
| Athletico Paranaense | 1        | 2              | 2019                               | 2013, 2021                   |
| Sport                | 1        | 1              | 2008                               | 1989                         |
| Santos               | 1        | 1              | 2010                               | 2015                         |
| Vasco                | 1        | 1              | 2011                               | 2006                         |
| São Paulo            | 1        | 1              | 2023                               | 2000                         |
| Criciúma             | 1        | 0              | 1991                               | –                            |
| Juventude            | 1        | 0              | 1999                               | –                            |
| Santo André          | 1        | 0              | 2004                               | –                            |
| Paulista             | 1        | 0              | 2005                               | –                            |
| Coritiba             | 0        | 2              | –                                  | 2011, 2012                   |
| Goiás                | 0        | 1              | –                                  | 1990                         |
| Ceará                | 0        | 1              | –                                  | 1994                         |
| Botafogo             | 0        | 1              | –                                  | 1999                         |
| Brasiliense          | 0        | 1              | –                                  | 2002                         |
| Figueirense          | 0        | 1              | –                                  | 2007                         |
| Vitória              | 0        | 1              | –                                  | 2010                         |

## Resultados por estado
| Estado            | Nº de títulos | Nº de vice-colocações | Nº de clubes campeões |
| ----------------- | ------------- | --------------------- | --------------------- |
| São Paulo         | 11            | 7                     | 6                     |
| Minas Gerais      | 8             | 4                     | 2                     |
| Rio Grande do Sul | 7             | 6                     | 3                     |
| Rio de Janeiro    | 7             | 9                     | 3                     |
| Paraná            | 1             | 4                     | 1                     |
| Pernambuco        | 1             | 1                     | 1                     |
| Santa Catarina    | 1             | 1                     | 1                     |
| Bahia             | 0             | 1                     | 0                     |
| Ceará             | 0             | 1                     | 0                     |
| Distrito Federal  | 0             | 1                     | 0                     |
| Goiás             | 0             | 1                     | 0                     |

## Resultados por região
| Região       | Nº de títulos | Nº de vice-colocações |
| ------------ | ------------- | --------------------- |
| Sudeste      | 26            | 20                    |
| Sul          | 9             | 11                    |
| Nordeste     | 1             | 3                     |
| Centro-Oeste | 0             | 2                     |